# Озтюрк, Мустафа Кабенулы
Мустафа́ Кабе́нович Абдурахма́н Озтю́рк (каз. Мұстафа Қабенұлы Әбдірахман Өзтүрік; 24 ноября 1954, Стамбул — 15 марта 1995, Алма-Ата) — турецкий, казахстанский семикратный чемпион мира по тхэквондо, обладатель 7-го дана, международный тренер по тхэквондо, основатель высшей школы тхэквондо, основатель турецкой и казахстанской школ тхэквондо, актёр.

## Биография
Происходит из семьи казахских переселенцев, покинувших Казахстан в первой половине XX века из-за прихода советской власти. Происходит из рода Байжигит племени Найман Среднего жуза.
С 1975 года по 1980-й учился в Международном университете политики г. Тайбэй, в Тайване и получил образование журналист-международник.
Переехав работать в Германию, в город Мюнхен он открыл там школу Мустафы по таэквондо. Такая же школа действует и в г. Стамбуле.
В Турции снимался в нескольких кинофильмах.
С 1990 по 1995 год жил и работал в Казахстане. В 1992 году получил гражданство Казахстана. 1991 г. -  создание Федерации таэквондо в РК.

### Семья
Дочь — Неслихан Озтюрк.

## Память о Мустафе
Именем Мустафы Озтюрка названы улицы во многих городах Казахстана (например, в Алма-Ате). В селе Бесагаш Талгарского района Алматинской области установлен памятник. В Казахстане прошли несколько турниров, посвящённых памяти Мустафы Озтюрка. Ряд школ таэквондо в Казахстане носят имя  Озтюрка. Центр таэквондо, созданный Мустафой Озтюрком в Алма-Ате, регулярно проводит мероприятия по популяризации тхэквондо.
В Стамбуле (район Багджылар) открыт парк имени Мустафы Озтюрка.

## Фильмы
- 1991 — «Съезди сын, в аул», на казахском «Барып қайт, балам ауылға» (документальный)(Казахтелефильм) — режиссёр Калила Умаров
- 2021 — «Отыздан асып барамын» — режиссёр Куаныш Бейсеков